# Nonai
El Nonai (o Nanai) és un riu d'Assam, al districte de Nowgong.
Neix a les muntanyes Mikir (Mikir Hills) i després de rebre el Salna i el Chapanala, desaigua al Kalang, afluent del Brahmaputra, al costat del poble de Haria-mukh. És navegable durant uns nou mesos de cada any.
Un altre riu d'Assam també s'anomena Nanai o Nonai, vegeu Nanai